# Walk This Way
"Walk This Way" é o sétimo single da banda norte-americana Aerosmith. Terceiro single do terceiro álbum de estúdio da banda, Toys in the Attic, a canção faz parte da lista The Rock and Roll Hall of Fame's 500 Songs that Shaped Rock and Roll.
Alcançou o número 10 na Billboard Hot 100 no início de 1977, como parte de uma sequência de sucessos da banda na década de 1970. Além de ser uma das canções que ajudaram a transformar o Aerosmith em uma banda mainstream, também teve papel importante na revitalização de sua carreira na década de 1980, quando foi relançada em uma versão cover pelo grupo de hip hop Run-DMC em seu álbum de 1986, Raising Hell. Esse cover foi uma pedra fundamental para o surgimento de um novo subgênero musical: o rap rock, fusão de rock e hip hop. Tornou-se um sucesso internacional e rendeu aos dois grupos o Soul Train Music Award de Melhor Rap em 1987.
Em 2008, a revista Rolling Stone colocou a canção na 34ª posição da lista 100 Greatest Guitar Songs of All Time.
A canção também foi regravada em 1986 pelo grupo Run-DMC em seu álbum, marcando o retorno do Aerosmith ao sucesso após um período de decadência. Além disso, foi interpretada pelas girl groups Sugababes e Girls Aloud em 2007.

## Produção

### Música
A música começa com uma introdução de dois compassos de bateria de Joey Kramer, seguida pelo conhecido riff de guitarra de Joe Perry. A música prossegue com o riff principal que ficou famoso por Perry e Brad Whitford na guitarra e Tom Hamilton no baixo. A canção continua com letras rápidas de Steven Tyler.

### Letras
Em dezembro de 1974, o Aerosmith abriu para o The Guess Who em Honolulu no Havaí. Durante a checagem de som, o guitarrista Joe Perry estava "brincando com riffs e pensando no grupo "The Meters", um grupo que o Jeff Beck o havia mostrado. Amando "o riffy funk de Nova Orleans, especialmente 'Cissy Strut' e 'People Say'", ele pediu ao baterista "que deitasse algo plano com um groove na bateria". O riff da guitarra para o que se tornaria "Walk This Way" simplesmente "saiu de suas mãos".
Quando Steven Tyler ouviu Perry tocando o riff, ele "correu e sentou-se atrás da bateria, e [eles] tocaram juntos". Tyler improvisou "palavras sem sentido inicialmente, para sentir a direção que as letras deveriam tomar antes de finalizá-las mais tarde".
Durante a gravação do álbum Toys in the Attic, no início de 1975, no estúdio Record Plant, em Nova York, a banda se viu com pouco material novo. Eles haviam composto apenas três ou quatro músicas para o álbum e precisavam escrever o restante no estúdio. Decidiram então trabalhar na canção que Perry havia criado no Havaí, mas que ainda não possuía letra ou título. Em uma pausa nas gravações, os integrantes e o produtor Jack Douglas foram à Times Square assistir ao filme Young Frankenstein, de Mel Brooks. Na volta ao estúdio, ainda rindo de uma cena em que o personagem de Marty Feldman dizia "walk this way" ("ande por aqui") mancando, Douglas sugeriu que essa frase fosse usada como título da música.
Ainda faltava a letra. Naquela noite, Tyler escreveu a letra da música, mas as perdeu no táxi a caminho do estúdio na manhã seguinte. Ele relembra: "Devo ter estado chapado. Todo o sangue escorreu do meu rosto, mas ninguém acreditou em mim. Eles achavam que eu nem tinha escrito nada". Chateado, ele pegou uma fita cassete com a faixa instrumental e um toca-fitas portátil com fones de ouvido e "desapareceu na escada". Usando "alguns lápis nº 2", mas sem papel, escreveu a letra na parede "do último andar da fábrica de discos e depois em alguns degraus da escada dos fundos". Após "duas ou três horas", desceu em busca de um bloco de anotações, voltou correndo e copiou o que havia escrito.
Perry considerou que as "letras estavam ótimas", observando que Tyler, como ex-baterista, "gosta de usar as palavras como elementos de percussão". Ele afirmou:

As palavras precisam contar uma história, mas, para Steven, elas também devem ter um fluxo rítmico. Depois, ele procura palavras com duplo sentido, algo herdado da tradição do blues.

Perry gostava de esperar até que Tyler gravasse os vocais, para que pudesse "tecer em torno do seu ataque vocal", enquanto Tyler preferia que Perry gravasse antes, pelo mesmo motivo. Após esse "cabo de guerra", o vocal de Tyler foi gravado primeiro, e a faixa de guitarra de Perry foi adicionada em seguida.
As letras contam a história de um garoto do ensino médio perdendo a virgindade, cantadas de forma muito rápida por Tyler, com forte ênfase nas rimas (por exemplo: "so I took a big chance at the high school dance").
Entre os versos detalhados, o refrão consiste principalmente na repetição de "Walk this way, talk this way" ("Ande por aqui, fale por aqui").
Em apresentações ao vivo, Tyler frequentemente envolve o público — junto com os outros membros da banda — para cantar o trecho "talk this way" ("fale por aqui"). A canção também apresenta um longo solo de guitarra ao final. Nessas ocasiões, Tyler geralmente harmoniza sua voz para imitar o som da guitarra.

## Versão de Run-DMC
Em 1986, o grupo de hip hop Run-DMC lançou uma regravação de "Walk This Way", com a participação de Steven Tyler e Joe Perry nos vocais e guitarras. Durante a produção do álbum Raising Hell, o produtor Rick Rubin apresentou aos integrantes do grupo o álbum Toys in the Attic, do Aerosmith, cuja introdução já havia sido usada por eles em performances de freestyle, sem que conhecessem a canção por completo ou mesmo sua letra.
Na época, Joseph Simmons e Darryl McDaniels não sabiam quem era o Aerosmith. Ainda assim, Rubin sugeriu que eles regravassem a música. Inicialmente, Simmons e McDaniels resistiram à ideia, embora Jam Master Jay tenha se mostrado mais receptivo. Mesmo após a gravação com os membros do Aerosmith, o grupo não queria que a faixa fosse lançada como single. Para surpresa deles, a canção se tornou um enorme sucesso, sendo tocada tanto em rádios urbanas quanto em estações de rock.
Darryl McDaniels posteriormente chamou a colaboração de "uma coisa bonita", em um trailer do jogo Guitar Hero. Esta versão de "Walk This Way" alcançou a quarta posição na Billboard Hot 100, superando a versão original. Foi também um dos primeiros grandes sucessos do hip hop no Reino Unido, onde chegou ao oitavo lugar nas paradas.
A canção também marcou o retorno do Aerosmith ao mainstream, após anos afastados dos holofotes devido a problemas com drogas e álcool, além da saída de membros importantes da banda. O álbum anterior, Done with Mirrors (1985), não obteve sucesso comercial. A colaboração com o Run-DMC abriu caminho para uma nova fase na carreira da banda, iniciada com o álbum Permanent Vacation e o single "Dude (Looks Like a Lady)", lançado em 1987.

### Desempenho nas paradas
| Ano  | Parada            | Posição |
| ---- | ----------------- | ------- |
| 1977 | Billboard Hot 100 | 10      |

## Versão de Girls Aloud Vs. Sugababes
“Walk This Way” é um single colaborativo entre os girl groups britânicos Girls Aloud e Sugababes. Trata-se de uma regravação da canção original da banda Aerosmith, considerada um dos maiores sucessos do grupo, também reinterpretada anteriormente pelo Run-D.M.C.. O single foi lançado em 12 de março de 2007 como parte da campanha beneficente Comic Relief daquele ano.
A canção alcançou o primeiro lugar na parada UK Singles Chart em 18 de março de 2007, tornando-se o terceiro single número um das Girls Aloud e o quinto das Sugababes — o primeiro com a nova integrante, Amelle Berrabah.

### Lançamento e recepção
O single recebeu críticas negativas por parte da imprensa especializada. Muitos atribuem seu sucesso comercial ao caráter beneficente do lançamento e à popularidade das duas bandas pop envolvidas no projeto.
Em 2008, uma equipe de especialistas musicais elaborou uma lista das “piores regravações da história” para a revista Total Guitar, na qual “Walk This Way” foi classificada em segundo lugar.

### Videoclipe
O videoclipe de “Walk This Way” estreou no canal The Box em 2 de fevereiro de 2007, sendo exibido no dia seguinte pelo programa Popworld, do Channel 4.
O vídeo recria o famoso clipe da colaboração entre Run-D.M.C. e Aerosmith, com as Girls Aloud interpretando os papéis da banda de rock, enquanto as Sugababes representam o grupo de rap. No final do vídeo, diversas celebridades britânicas fazem participações especiais, incluindo Davina McCall, Lily Cole, Ewen Macintosh, Jocelyn Jee Esien, Ruby Wax, Graham Norton, Stephen Mangan, Oliver Chris e Natalie Cassidy, todos usando narizes de palhaço, em referência à campanha Comic Relief.

### Faixas e formatos
Esses são os principais formatos e faixas lançados do single de "Walk This Way".
| #                   | Título                            | Duração |
| ------------------- | --------------------------------- | ------- |
| CD single britânico |                                   |         |
| 1.                  | "Walk This Way"                   | 2:52    |
| 2.                  | "Walk This Way" (Yoad Mix)        | 3:01    |
| 3.                  | "Walk This Way" (vídeo)           | 3:07    |
| 4.                  | Behind the Scenes Footage (vídeo) | 3:15    |

### Desempenho nas paradas
O single estreou em primeiro lugar no UK Singles Charts, caindo para 2° lugar na segunda semana. Em sua terceira semana já se encontrava em 14° lugar, e na semana seguinte mais 10 posições, ficando em 24° lugar, passando apenas quatro semanas no Top 40. O single foi o 72° mais vendido em 2007 no Reino Unido.
Posições nas paradas
| Parada musical (2007)        | Posição mais alta |
| ---------------------------- | ----------------- |
| European Hot 100 Singles     | 8                 |
| Irish Singles Chart          | 14                |
| Reino Unido UK Singles Chart | 1                 |

## Apresentações de Girls Aloud e Sugababes
A canção foi apresentada nos seguintes eventos:
- Fame Academy (Girls Aloud & Sugababes)
- Comic Relief 2007 (Girls Aloud & Sugababes)
- Overloaded: The Singles Tour (apenas as Sugababes)
- The Sound Of Girls Aloud: The Greatest Hits Tour (apenas as Girls Aloud)
- Tangled Up Tour (apenas as Girls Aloud)